# Musculus tibialis anterior
Der Musculus tibialis anterior (lateinisch für „vorderer Schienbeinmuskel“), bei den Haussäugetieren als Musculus tibialis cranialis bezeichnet, läuft auf der Außenseite des Beines neben dem Schienbein her und endet kurz vor dem Sprunggelenk. Die deutsche Bezeichnung Fußheber beschreibt seine Hauptfunktion. Er läuft in einer Sehne aus, die von den Bändern des Sprunggelenkes umgelenkt wird und an der Innenseite des Fußes, etwa in der Mitte der Fußwölbung endet.

## Innervation
Der M. tibialis anterior wird vom Nervus fibularis (peroneus) profundus innerviert, der seine Fasern über den Nervus fibularis communis, Nervus ischiadicus und Plexus lumbosacralis aus den Nervenwurzeln L4 und L5 erhält.

## Gefäßversorgung
Der Muskel wird mit arteriellem Blut aus der Arteria tibialis anterior versorgt.

## Funktion
Der Musculus tibialis anterior zieht am Spielbein den Fuß nach oben (und kippt ihn dabei gleichzeitig nach außen; Supination), beim Standbein sorgt er dafür, dass das Schienbein nach unten gezogen wird. Dadurch fällt der Körper beim Gehen in den nächsten Schritt. Bei ungewohnten, langen Märschen ist er der erste Muskel, der ermüdet, weswegen man schließlich beginnt, über die eigenen Füße zu stolpern. Lähmung des Musculus tibialis anterior führt zum sogenannten Steppergang. Der Tibialis dämpft beim Gehen, Laufen und Springen das Aufsetzen der Ferse, indem er diese nach vorne zieht und beim Aufsetzen elastisch reagiert.
Die Musculi tibialis anterior und fibularis longus bilden außerdem zusammen den sogenannten Steigbügel. Der Name rührt daher, dass sie, von medial (innen) der Musculus tibialis anterior und von lateral (außen) der Musculus fibularis longus, den Fuß, gleich einem Steigbügel, umschließen.

## Antagonisten
Gegenspieler sind die Muskeln des dorsalen Kompartimentes: der Musculus gastrocnemius und M. soleus.

## Bildergalerie

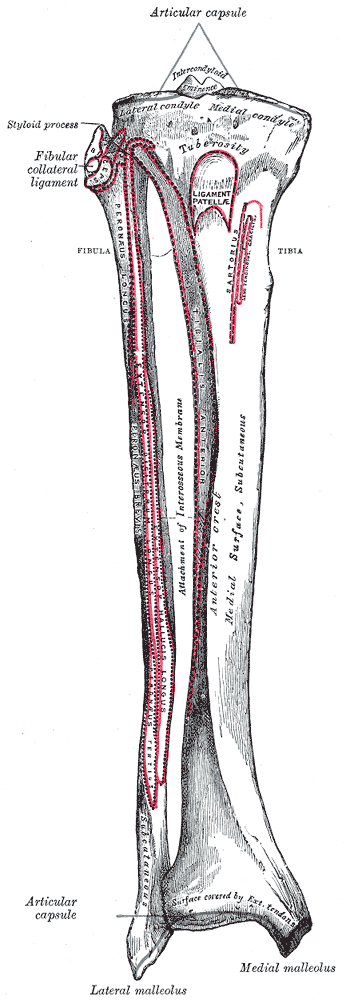
Knochen mit Muskelansätzen des rechten Beines, Vorderansicht.
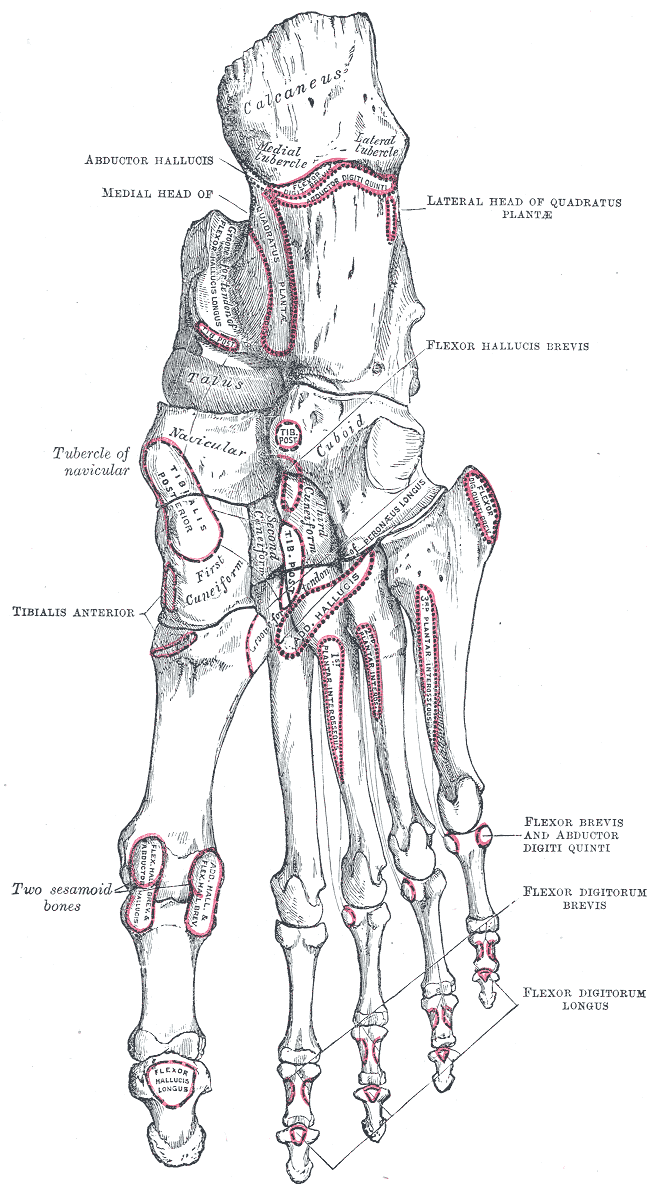
Knochen des rechten Fußes mit Muskelansätzen, Ansicht von unten (von plantar).
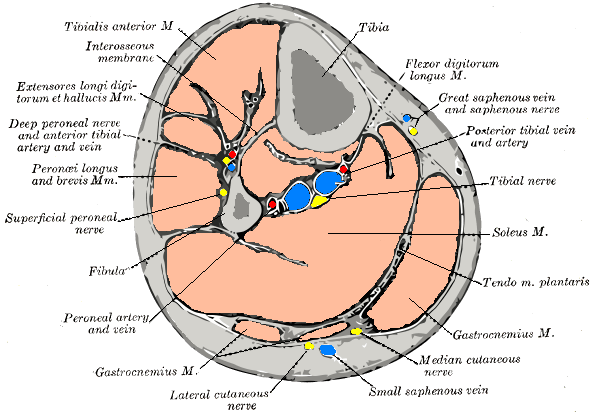
Schnitt durch die Mitte des Unterschenkels.
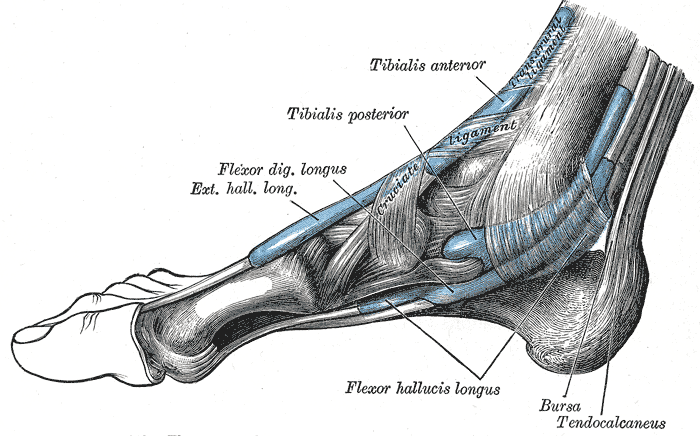
Sehnenscheiden in der Umgebung des Sprunggelenkes, Ansicht von medial.
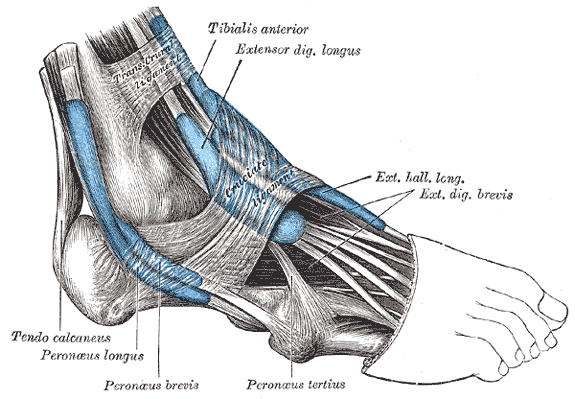
Sehnenscheiden in der Umgebung des Sprunggelenkes, Ansicht von lateral.